# Beats, Rhymes and Life
Beats, Rhymes and Life är hiphopgruppen A Tribe Called Quests fjärde studioalbum som släpptes 30 juli 1996 av Jive Records. Albumet är det första som är producerat av The Ummah.

## Låtlista
1. "Phony Rappers" (med Consequence) — 3:36
2. "Get a Hold" — 3:35
3. "Motivators" (med Consequence) — 3:20
4. "Jam" (med Consequence) — 4:38
5. "Crew" — 1:58
6. "The Pressure" — 3:02
7. "1nce Again" (med Tammy Lucas) — 3:49
8. "Mind Power" (med Consequence) — 3:55
9. "The Hop" — 3:27
10. "Keeping It Moving" — 3:38
11. "Baby Phife's Return" — 3:18
12. "SeparateTogether" — 1:38
13. "What Really Goes On" — 3:23
14. "Word Play" (med Consequence) — 2:59
15. "Stressed Out" (med Faith Evans och Consequence) — 4:58